# Schefflera digyna
Schefflera digyna är en araliaväxtart som beskrevs av José Cuatrecasas. Schefflera digyna ingår i släktet Schefflera och familjen araliaväxter.
Artens utbredningsområde är Colombia. Inga underarter finns listade.